# Emirat de Gombe
Gombe fou un emirat i avui dia un emirat tradicional, a l'estat de Gombe, al nord de Nigèria, amb capital a la ciutat de Gombe (que també és la capital de l'estat federat). A l'estat de Gombe hi ha altres emirats tradicionals: Dukku, Deba, Akko, Yamaltu, Pindiga, Nafada i Funakaye. L'emirat tenia sota domini britànic una superfície de 13.245 km² i una població de 159.831 (dels quals el 20% filanes, i segueixen bolewa, terawa, beri-beri, tangale, haussa, kanuri, wajawa i tula). Les principals poblacions de l'emirat eren Kumo, Deba Habe, Pindiga, Dukku, i Nafada. A l'emirat se situa la presa de Dadin Kowa Dam propera al riu Gongola.

## Fundació
L'emirat fou fundat per la gihad dels fulani el 1804 en una expedició dirigida per Modibo Mallam Bubayero (alies Abubakar), descendent dels Fulbe Wallorbe que van venir des de Mali en el seu camí cap a la Meca per fer l'hajj dirigits pel fulani Salihu Jahollo (conegut com a Alfa Salihu Laro); Bubayero era un dels portaestendards de Usman Dan Fodio. Mallam Bubayero va rebre la seva primera educació alcorànica del seu pare Ardo Usman, i a la mort d'aquest, Bubayero va viatjar a Kukawa a Borno (Bornu) on va adquirir més educació alcorànica i teologia i jurisprudència islàmica. El 1804 va fundar una comunitat islàmica a Gombe; el 1810, va viatjar a Degel on va trobar a Shehu Usman Dan Fodio i en el camí va parar a Katsina on l'emir local li va donar a la seva filla Zulaihatu en matrimoni; aquest enllaç va tenir un fill, Suleiman, que fou el primer emir de Gombe. També de camí a Degel va parar a Daura (Dawra) on l'emir local li va donar en matrimoni a la seva filla Hauwau, que fou la mare de Muhammadu Kwairanga el segon emir de Gombe. Bubayero va estar uns deu anys amb Shehu Usman Danfodio, i el 1820 fou honorat amb la cinquena bandera verda de les dotze que foren distribuïdes entre els principals lloctinents de Dan Fodio. Igual que altres portaestendards de Dan Fodio, ell mateix no va regnar mai sobre la comunitat (umma) musulmana que havia fundat i va restar com a mestre, portant el títol de Modibo Gombe. Des de Gombe (després Gombe Aba) Bubayero va fer campanya con els establiments jukuns de Pindiga i Kalam, i després demolidors raids per tota la regió que el van portar fins a Adamawa a l'altre costat del riu Benue.

## Època precolonial
L'emirat de Gombe es va arribar a estendre de Gombe Aba a Jalingo, però el 1833 es va segregar una part i es va crear l'emirat de Muri per un germà de l'emir. Nous territoris foren sotmesos pel fill de Bubayero i segon successor, Muhammadu Kwairanga, emir de 1844 a 1882. En el regnat de l'emir Zailani (1882–1888) un religiós zelota, Mallam Jibril Gaini, es va establir a Burmi al límit entre Gombe i Fika. Gaini va aconseguir resistir uns quants anys els atacs de Gombe, Fika i altres emirats de la zona però finalment fou derrotat i exiliat per les fores de la British Royal Niger Company (Companyia Reial del Níger) el 1902. La batalla de Bormi va assegurar el domini britànic morint el cap de les forces musulmanes, el sultà Attahiru, però també el major Marsh, comandant de l'exèrcit colonial. Les tombes dels dos homes estan avui dia prop de les ruïnes de Bormi. A Gombe regnava el setè emir, Umar Faruq (1898-1922), quan els britànics van arribar al nord de Nigèria. Els britànics van derrotar les forces de Gombe a la batalla de Tongo el 1902 i van ocupar la ciutat. Gombe va passar a ser un protectorat britànic dins del Protectorat de Nigèria del Nord, i se li va assignar categoria de cap de tercera classe.

## Època colonial
La capital de la divisió de Gombe i seu de l'emir es va establir a Gambe (1824) però es va traslladar altre cop a Gombe, rebatejada després Gombe Aba (Vella Gombe) el 1841 i més tard a Nafada (1913). L'emir Umar Faruq va assistir al "darbar" de Kano quan hi va anar el rei Eduard III. A la tornada va escollir un lloc per la nova capital que convenia a efectes administratius; el lloc fou Doma, que fou rebatejada Gombe (1919) mentre la vella Gombe era rebatejada Gombe Aba. Umar va morir el 1922 i el va succeir el seu fill Haruna, sota el qual els britànics van establir el sistema d'administració indirecte (Native Administration); també sota el seu regnat es van construir els primers edificis de ciment per a la Native Authority); el 1930 Haruna va assistir a la trobada d'emir i caps a Jos i Kaduna; fou llavors quan l'emir va rebre la consideració de cap de segona classe per ordre del tinent general Lord Lugard. En el mateix 1930 es va establir el primer servei de correus entre Gombe i Bauchi. Waja fou separada de Gombe el 1930 i va esdevenir un districte separat però els caps locals van triar com a cap al Sarkin Yaki de Gombe, germà de l'ex-emir Umar dan Muhammadu. Haruna va visitar Lagos el 1934 i va morir el 1935 i el va succeir el seu germà Mallam Abubakar Umar, el primer emir que havia rebut educació primària.

## Emirat tradicional
En el seu govern fou elevat a cap de primera classe pel governador Sir Gawain Bell. Posteriorment el país va accedir a la independència; va morir el 4 de gener de 1984 i el va succeir el seu cinquè fill Alhaji Usman Shehu Abubakar que fou coronat el 13 de gener de 1984; el nou emir (el desè) va néixer el 1938 i és al mateix temps el president del State Traditional Council i del Gombe State Council of Emirs and Chiefs; va fer secundària al col·legi barewa de Zaria (1966) i va seguir una carrera pública de 30 anys sent Divisional Officer, treballant primer a Ilorin, Lafiagi, Bussa, Sokoto i la presa del Níger (Niger Dam Resettlement Area); quan es van crear el North East States, fou transferit com a Divisional Officer a la província d'Adamawa; el 1972-1973 va fer un post grau de Administració Pública a la Universitat d'Ife (avui Obafemi Awolowo University Ile-Ife; va servir com a secretari permanent als ministeris d'Establiments, Paraestatals, Governs Locals, Animals i Boscos i com a cap administrador del Agricultural Development Programme (A.D.P) del Banc Mundial; fou per dues vegades membre de la National University Commission, i president del Bauchi State Polytechnic Council i del College of Education Azare Council; va ser membre també de la National Political Conference i finalment Canceller de la Gombe State University. Va morir el 27 de maig de 2014 i el va succeir el seu fill Alhaji Abubakar Shehu Abubakar III, coronat el 6 de juny de 2014.

## Governants
| Inici          | Final               | Nom                                                      |
| -------------- | ------------------- | -------------------------------------------------------- |
| 1804           | 1841                | Abubakar "Buba Yero" dan Usman Subande (vers 1762 —1841) |
| 1841           | 1844                | Sulaymanu dan Abubakar († 1844)                          |
| 1844           | 1882                | Muhammadu Kwairanga dan Abi Bakar († 1882)               |
| 1882           | 1888                | Abd al-Qadiri Zaylani dan Muhammadu († 1888)             |
| 1888           | 1895                | Hasan dan Muhammadu († 1895)                             |
| 1895           | 1898                | Tukur dan Muhammadu († 1898)                             |
| 1898           | 1898                | Jalo dan Muhammadu                                       |
| 1898           | 1922                | Umaru dan Muhammadu († 1922)                             |
| 1922           | 1935                | Haruna dan Umaru († 1935)                                |
| Gener del 1936 | Gener del 1984      | Abu Bakar dan Umaru († 1984)                             |
| Gener del 1984 | 27 de maig del 2014 | Shehu Abubakar\|Shehu Usman Abubakar                     |
| Juny del 2014  | En el càrrec        | Abubakar Shehu Abubakar III (n. 1977)                    |